# Ла Зуш, Уильям, 6-й барон Зуш из Харингуорта
Уильям ла Зуш (англ. William la Zouche; приблизительно 1432 — 15 января 1468) — английский аристократ, 6-й барон Зуш из Харингуорта с 1462 года. Сын Уильяма ла Зуша, 5-го барона Зуша из Харингуорта, и его первой жены Элис Сент-Мор, 7-й баронессы Сент-Мор в своём праве. После смерти матери в 1432 году унаследовал права на титулы барона Сент-Мора и барона Ловела из Кэри, но ни разу не вызывался в парламент в этом качестве. Заседал в парламенте в качестве рыцаря от графства Нортгемптоншир. После смерти отца в 1462 году унаследовал титул барона Зуша из Харингуорта и обширные владения в Центральной Англии. Был женат на Кэтрин Ленталл, дочери сэра Роуленда Ленталла и Люси де Грей (внучке 1/4-го барона Грея из Коднора), и на Кэтрин Пламптон, дочери сэра Уильяма Пламптона.
В первом браке родились:
- Уильям[3][4];
- Элизабет[3][5];
- Маргарет, жена сэра Уильяма Кейтсби[3];
- Джон (1459—1526), 7-й барон Зуш из Харингуорта[6].